# 大澤勇斗
大澤 勇斗（おおさわ ゆうと、1993年10月3日 - ）は、北海道苫小牧市出身のプロアイスホッケー選手。ポジションはセンター。アジアリーグアイスホッケーの横浜GRITSに所属。
普段はインバースネット株式会社で働いている。愛称は"ゆうと"。

## 経歴
スウェーデン、 王子イーグルス(現：レッドイーグルス北海道)、アメリカ合衆国、フィンランド、 レッドイーグルス北海道を経て、2023年6月20日にアジアリーグアイスホッケーの横浜GRITSに入団した。
2023-2024年シーズンはシーズン中の10月31日に11月に地元で実施されたアイスホッケー男子日本代表の国内合宿の参加メンバーに選出された。2024年1月16日に地元のnepiaアイスアリーナと安平町の安平町スポーツセンターにて実施されたアイスホッケー男子日本代表の国内合宿の参加メンバーに選出された。1月29日にハンガリーのブダペストで開催されたミラノ・コルティナダンペッツォオリンピックの3次予選と事前合宿の参加メンバーに選出された。
オフの2024年4月8日に安平町の安平町スポーツセンターで開催されたアイスホッケー男子日本代表の選考合宿に参加するメンバーに選出された。4月16日にイタリアのボルツァーノで開催された2024 IIHF 男子世界選手権 ディビジョンI グループAの日本代表に選出された。5月24日にGRITSと契約を継続した。
2024年-25年シーズンはシーズン開幕前の2024年7月1日に地元のnepiaアイスアリーナでのアイスホッケー男子日本代表の代表選考合宿に招集された。8月1日にデンマークのオールボーで開催されるミラノ・コルティナダンペッツォオリンピックの最終予選と事前合宿の日本代表に選出された。オフの2025年5月9日にGRITSと契約を継続した。

## 人物
6歳の時にスケートが好きでアイスホッケーを始めた。
趣味は野球観戦。

## 詳細情報

### 代表歴
- 2026年ミラノ・コルティナダンペッツォオリンピック3次予選日本代表（2024年）
- 2024 IIHF 男子世界選手権 ディビジョンI グループA 日本代表
- 2026年ミラノ・コルティナダンペッツォオリンピック最終予選日本代表（2024年）